# Creosphaeria sassafras
Creosphaeria sassafras är en svampart som först beskrevs av Ludwig David von Schweinitz, och fick sitt nu gällande namn av Y.M. Ju, F. San Martín & J.D. Rogers 1993. Creosphaeria sassafras ingår i släktet Creosphaeria och familjen kolkärnsvampar.   Inga underarter finns listade i Catalogue of Life.